# Franz Boas

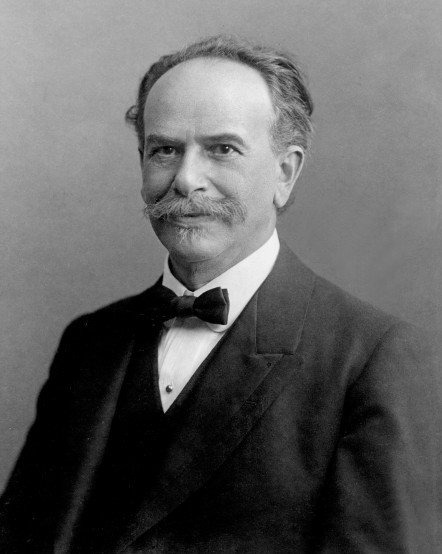
Franz Boas, um 1915

Franz Boas (* 9. Juli 1858 in Minden; † 21. Dezember 1942 in New York) war ein deutschamerikanischer Ethnologe, Anthropologe, Sprachwissenschaftler, Physiker und Geograph.

## Familie
Boas stammte aus einer seit 1670 in Westfalen ansässigen jüdischen Familie. Der Familienname ist hebräischer Herkunft (siehe Boas). Franz Boas’ Großvater, der Kaufmann Feibes Boas, besaß seit 1821 die Bürgerrechte der Stadt Minden. Boas’ Eltern waren Meier Boas (* 10. November 1823 in Minden; † 21. Februar 1899 in Berlin) und Sophie Boas, geborene Meyer (* 12. Juli 1828 in Minden; † 1916). Der am 28. August 1850 geschlossenen Ehe entstammten fünf Kinder. Franz Boas war das dritte Kind. Ein angeheirateter Onkel mütterlicherseits war der Kinderarzt Abraham Jacobi. Dieser war in seiner ersten Ehe mit Fanny Meyer (1833–1851) verheiratet, einer jüngeren Schwester von Sophie Boas.
Am 10. März 1887 heirateten Franz Boas und Maria Krackowizer (* 3. August 1861 in Brooklyn; † 16. Dezember 1929 in Grantwood, New Jersey) in New York. Sie war eine Tochter des Chirurgen Ernst Krackowizer (1821–1875), der nach der Revolution von 1848 aus Wien in die USA geflohen war. Franz und Maria Boas hatten sechs Kinder; das jüngste Kind war die Tanztherapeutin Franziska Boas.

## Leben

### Kindheit und Schulzeit
Franz Boas’ Kindheit wurde wesentlich von seiner Mutter geprägt, die auch sein naturwissenschaftliches Interesse förderte. Nach dem Besuch des Kindergartens bekam er Privatunterricht und wurde dann in die 4. Klasse der Bürgerschule für Kinder wohlhabender Eltern aufgenommen. Mit fast neun Jahren wechselte er in das Mindener Gymnasium, wo sein schulischer Erfolg durch Gesundheitsprobleme beeinträchtigt wurde. Am 12. Februar 1877 bestand er das Abitur.

### Studium

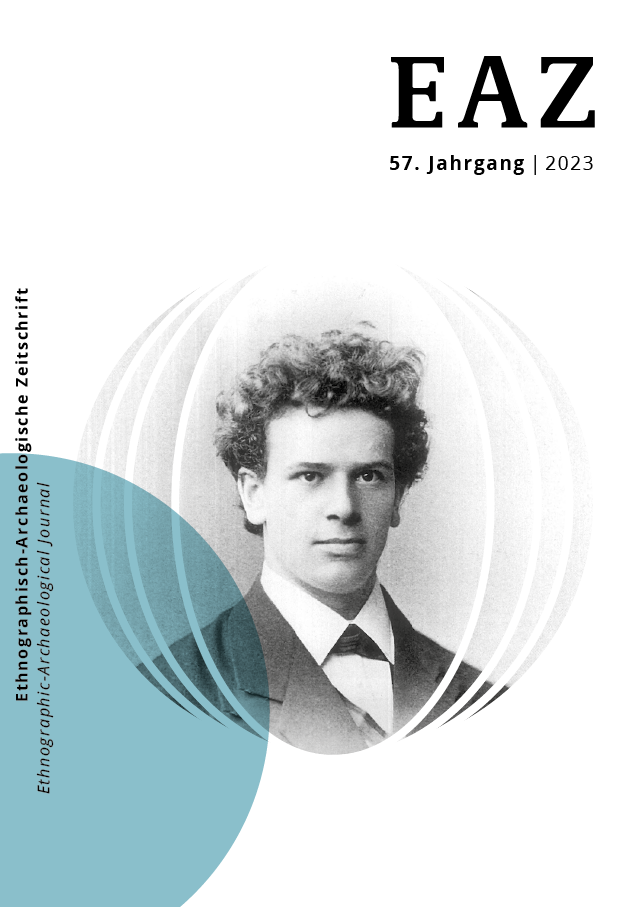
Fotografie Boas’ als Student auf dem Cover einer Ausgabe der Ethnographisch-Archäologische Zeitschrift

Franz Boas begann im April 1877 das Studium der Fächer Mathematik, Physik und Geographie an der Universität Heidelberg. Nach einem Semester wechselte er an die Universität Bonn. Hier studierte auch sein Vetter Willi Meyer, der von 1887 bis 1923 leitender Chirurg am Deutschen Hospital in New York war. Im Wintersemester 1877/78 trat er wie sein Vetter der Burschenschaft Alemannia Bonn bei. In Bonn lernte Boas den Geographen Theobald Fischer kennen, dem er 1879 an die Universität Kiel folgte. 1881 wurde Franz Boas in Meeresphysik von Gustav Karsten mit der Dissertation Beiträge zur Erkenntnis der Farbe des Wassers promoviert. Hierbei ging es um die Frage, warum Wasser blau erscheint.
Nach seiner Promotion verbrachte Boas auf Einladung seines Onkels mütterlicherseits Abraham Jacobi einen Urlaub im Harz, bei dem er seine spätere Frau kennenlernte. Im Oktober 1881 begann er seinen Militärdienst als Einjähriger im Infanterie-Regiment „Prinz Friedrich der Niederlande“ (2. Westfälisches) Nr. 15 zu Minden.

### Expeditionen und Privatdozentur in Berlin
Beeinflusst vom Ersten Internationalen Polarjahr, einer Initiative von Carl Weyprecht, zog Franz Boas im Oktober 1882 nach Berlin, um seine Expedition in die Arktis zu organisieren. Boas erreichte eine finanzielle Förderung durch den Verleger Rudolf Mosse bei einer Gegenleistung von fünfzehn Artikeln für das Berliner Tageblatt. Auch gelang es ihm, die wissenschaftliche Unterstützung durch den Mediziner Rudolf Virchow, den Ethnologen Adolf Bastian und den Polarforscher Georg von Neumayer zu gewinnen. Hermann Wilhelm Vogel machte ihn mit dem Fotografieren vertraut. Außerdem erlernte Boas die Grundkenntnisse der dänischen Sprache und des Inuktitut, der Sprache der ostkanadischen Eskimo.
Am 20. Juni 1883 brach Franz Boas in Begleitung von Wilhelm Weike in Hamburg zu seiner Expedition zu den Inuit des Baffinlandes auf. Als ein geografisch geschulter Wissenschaftler entwickelte er die Grundlagen ethnologischer Feldforschung, wobei er von einem kulturökologischen Ansatz ausging. Im September 1884 beendete Boas die Expedition in New York und blieb zunächst bei seiner Verlobten Marie Krackowitzer. Nach seiner Rückkehr präsentierte Franz Boas die Ergebnisse seiner Forschungsreise auf dem 5. Deutschen Geographentag. Er stellte sie auch in seiner Habilitationsschrift über Die Eisverhältnisse des arktischen Ozeans dar. Als Habilitand im Fach Physikalische Geographie war er wissenschaftlicher Hilfsarbeiter in der ethnografischen Abteilung des Berliner Völkerkundemuseums.
Im Sommer 1885 wurde Franz Boas Privatdozent an der Friedrich-Wilhelms-Universität. In Berlin lernte er Angehörige des Stammes der Bella Coola oder Nuxalk-Indianer aus British Columbia kennen, die Johan Adrian und Fillip Jacobson nach Deutschland gebracht hatten. Von 1886 bis 1887 unternahm er auf eigene Kosten eine Expedition nach British Columbia. 1888 unterstützte die British Association for the Advancement of Science seine Nordwestküstenexpedition.

### Emigration in die USA
Boas’ Onkel Abraham Jacobi – wegen seiner Aktivitäten bei der demokratischen Revolution von 1848 nach Amerika emigriert – war als Kinderarzt wohlhabend geworden. Er ermöglichte Franz Boas im Jahr 1886 die Übersiedlung in die USA. 1887 heirateten Franz Boas und Marie Krackowitzer, obwohl er als Mitarbeiter des Wissenschaftsmagazins Science nur geringe Einkünfte hatte. Nach seiner Heirat nahm Franz Boas die US-amerikanische Staatsbürgerschaft an.
1892 wurde Boas Dozent für Anthropologie an der Clark University in Worcester. 1893 wurde er Assistent des Direktors des Peabody-Museums, Frederick Ward Putnam, bei der großen World’s Columbian Exposition. Die Ausstellungsstücke kamen ins Field Columbian Museum in Chicago, an dem Boas für 18 Monate Kurator wurde, bis man ihn dort vergraulte. Er unternahm danach eine kurze Expedition, um die Winterzeremonie der Kwakiutl zu dokumentieren.
1896 bis 1900 war Boas stellvertretender wissenschaftlicher Leiter der anthropologischen Abteilung des American Museum of Natural History in New York. Seit 1896 lehrte er zugleich Physische Anthropologie an der Columbia University in New York, Boas erhielt 1899 eine Professur für Anthropologie, die er bis zu seiner Emeritierung im Jahr 1936 innehatte. Aus dieser Position heraus gelang ihm die Professionalisierung der amerikanischen Anthropologie und die Ausweitung der Ethnologie über das nordamerikanische Forschungsgebiet hinaus. Boas wurde zum Wegbereiter einer neuen Richtung der Anthropologie, der Cultural Anthropology. Er selbst nannte sie allerdings noch 1942 nur ein Teilgebiet der Ethnologie; die Untersuchung kultureller Eigenheiten der durch diese unterschiedenen Gesellschaften stand neben der Untersuchung des Körperbaus und der Sprachforschung. 1896 trat Boas an Robert Peary heran und bat ihn, von seiner anstehenden Expedition nach Nordgrönland von dort stammende Inuit mitzubringen. Boas erhoffte sich so Beweise zu verschaffen, um die Theorie des kulturellen Evolutionismus zu widerlegen. Mit mehrmonatigen Interviews mit Angehörigen des Kwakiutl-Volks hatte Boas bereits 1893 gearbeitet; für die sechs von Peary verschleppten Inuit, darunter Minik Wallace, endete die Reise zu Boas nach New York jedoch tragisch.

### Leitung der Jesup North Pacific Expedition
Franz Boas errang in seiner Zeit am American Museum of Natural History durch die Planung und Leitung der Jesup North Pacific Expedition (1897–1902) in der US-Ethnologie eine Spitzenstellung. Die Expedition konnte die asiatische Herkunft der nordamerikanischen Indianer nachweisen. Boas bemühte sich auch um die Sicherung des kulturellen Erbes der nordamerikanischen Indianer und der Eskimos. Die Methoden, mit denen sich Ethnologen wie zum Beispiel Franz Boas in den Besitz der Kunstobjekte brachten, sind heute jedoch sehr umstritten. Diese „Raubzüge“ von Sammlern und Wissenschaftlern beschreibt Douglas Cole in Captured Heritage. The Scramble for Northwest Coast Artifacts von 1985.

### Engagement gegen Rassismus und Nationalsozialismus
Schon vor der Machtübernahme Hitlers sprach Boas sich entschieden gegen Rassismus aus. Zwei Monate danach, am 27. März 1933, protestierte er in einem offenen Brief an Reichspräsident Paul von Hindenburg gegen den Antisemitismus der Nationalsozialisten:
„Ich bin jüdischer Abstammung, aber im Fühlen und Denken bin ich Deutscher. Was verdanke ich meinem Elternhaus? Pflichtgefühl, Treue und den Drang, die Wahrheit ehrlich zu suchen. Wenn dies eines Deutschen unwürdig ist, wenn Unfläterei, Gemeinheit, Unduldsamkeit, Ungerechtigkeit, Lüge heutzutage als deutsch angesehen werden, wer mag dann noch ein Deutscher sein?“
Auch Boas’ Werke fielen der Bücherverbrennung 1933 in Deutschland zum Opfer. Dies und die Einschränkung der Freiheit von Forschung und Lehre sowie die Verfolgung politisch andersdenkender Wissenschaftler bestärkten ihn in seiner Ablehnung des Nationalsozialismus und dessen Rassenideologie. Boas erhielt viele Bittschreiben und Hilferufe verfolgter deutscher Wissenschaftler, Juden wie Nicht-Juden. In einigen Fällen konnte er sich mit Erfolg für ihre Immigration in die USA einsetzen.
Bei einem Bankett zu Ehren des vor den deutschen Besatzern aus Frankreich geflohenen Ethnologen Paul Rivet erlitt Boas am 21. Dezember 1942 einen Schlaganfall und starb. Claude Lévi-Strauss, der neben ihm gesessen hatte, war erschüttert: Er würdigte Boas mit den Worten, er habe nicht nur den Altmeister seiner Disziplin dahingehen sehen, „sondern den letzten unter den Geistesriesen, die das 19. Jahrhundert hat hervorbringen können und wie wir sie wahrscheinlich niemals wieder sehen werden“.

## Position
Bekannt wurde Boas durch seinen Kulturrelativismus: Jede Kultur sei relativ und nur aus sich selbst heraus zu verstehen. Er entwickelte einen historischen Partikularismus: Jede Kultur habe ihre eigene Geschichte und Entwicklung. Man solle nicht versuchen, ein allgemeines Gesetz zu machen, wie sich Kulturen entwickeln. Damit widersprach er ab 1887 erstmals dem Evolutionismus von Lewis Henry Morgan und John Wesley Powell.
Schon früh positionierte Boas sich gegen den damals weit verbreiteten Rassismus. Im Jahr 1894 bezog er in einem Vortrag vor der American Association for the Advancement of Science erstmals öffentlich Stellung gegen den wissenschaftlichen Rassismus. Er erklärte dabei, dass das Kriterium der Rasse keiner genauen wissenschaftlichen Überprüfung standhalten könne und als Analyseinstrument für die Anthropologie und Ethnologie hinfällig sei. In seinem Werk Race, Language and Culture vertritt Boas die Ansicht, dass Intelligenz nicht vererblich sei, sondern kulturell erlernt werde. Die damals gängigen Intelligenztests kritisiert er.
Bekannt geworden ist Boas für seine Erforschung von Wildbeutergesellschaften der Indianer Nordamerikas. Er forschte bei den Kwakiutl, einem Volk der Nordwestküstenkultur. Dabei fiel ihm die Unstimmigkeit von Morgans Theorie auf. Der Evolutionismus behauptet, Jäger und Sammler stellten eine kulturell niedrigere Entwicklungsstufe mit einem harten Dasein ohne Luxus dar, auf der in mühevoller Arbeit ein täglicher Kampf ums Überleben geführt werde. Boas fand aber bei den Kwakiutl eine ganz andere Situation vor: Diese sind zwar Wildbeuter, aber trotzdem sesshaft. Sie hatten ein angenehmes Leben mit reichlich Nahrung durch den Lachsfang an der Küste. Sie besaßen in großer Menge Töpferwaren, übten ein ausgeprägtes Kunsthandwerk aus und hielten sogar Kriegsgefangene von Nachbarstämmen als Haussklaven. Und sie hatten so viel, dass sie es verschenken oder gar zerstören konnten – nämlich beim Potlatch. Seine Forschungen zu dieser Zeremonie des Gabentausches sind von Thorstein Veblen (Theorie des demonstrativen Konsums) und Marcel Mauss (Theorie des Geschenks) ausgiebig genutzt worden. Boas’ Erfahrungen bei den Kwakiutl beschäftigten die Anthropologie über viele Generationen. Seinen genauen Beschreibungen und Aufzeichnungen ist es auch zu verdanken, dass die Fadenspiele der Inuit Einzug in die westliche Welt hielten.
Boas und seine Schüler, darunter Alfred L. Kroeber und Ruth Benedict, beeinflussten die nordamerikanische Anthropologie nachhaltig. Zudem übte er auch auf den französischen Philosophen und Ethnologen Claude Lévi-Strauss Einfluss aus, der ihn während seines Exils in New York 1942 mehrfach traf.

## Schüler
Boas’ Bedeutung für die noch junge Wissenschaft der Anthropologie hängt auch mit dem hohen Anteil seiner Schüler unter den ersten professionellen universitären Anthropologen in den USA zusammen. Von 1901 bis 1911 gingen aus der Columbia University sieben PhDs in Anthropologie hervor. Diese nach damaligen Maßstäben hohe Zahl festigte den Ruf von Boas’ Abteilung an der Columbia als ein herausragendes Anthropologieprogramm im ganzen Land. Seine Studenten sowie Schüler, die auch anthropologische Studiengänge an den anderen größeren US-Universitäten etablieren konnten, waren:
- Alfred L. Kroeber (1901) war der erste Doktorand; gemeinsam mit seinem Kommilitonen Robert H. Lowie (1908) schuf er das anthropologische Programm an der University of California, Berkeley.
- William Jones (1904 PhD von Columbia) war einer der ersten indianischen Anthropologen (Meskwaki). Er wurde 1909 bei Forschungen auf den Philippinen getötet.[12]
- Albert B. Lewis (1907) und Frank Speck (1908), der seinen PhD an der University of Pennsylvania erwarb und dort eine Anthropologieabteilung aufbaute.
- Der Linguist Edward Sapir (1909) lehrte an den Universitäten in Berkeley, Ottawa, Chicago und Yale.
- Alexander Goldenweiser (1910) startete gemeinsam mit Elsie Clews Parsons das Fach Anthropologie an der New School for Social Research. Parsons wurde 1899 an der Columbia in Soziologie promoviert; anschließend hatte sie bei Boas Ethnologie studiert.
- Paul Radin (1911) leitete umfangreiche Feldforschungen bei den Ojibwa- und den Winnebago-Indianern in der Great Lakes Region und lehrte als Ethnologe.
- Herman Karl Haeberlin (um 1914) hinterließ nach seinem Tod 1918 insgesamt 41 Notizhefte, deren Veröffentlichung Boas veranlasste.
- Fay-Cooper Cole (1914) entwickelte das Anthropologieprogramm für die Universität Chicago.
- Esther Goldfrank, seit 1940 verheiratet mit Karl August Wittfogel, reiste 1919 mit Boas nach New Mexico, um die Pueblo-Indianer zu erforschen.
- Leslie Spier (1920) legte die Grundlagen an der University of Washington in Seattle gemeinsam mit seiner Ehefrau und Boas-Schülerin Erna Gunther. Gunther konnte aus Herman Haeberlins Notizen publizieren. Sie alle stammten aus Deutschland.
- Ruth Benedict (1923), einflussreiche Vertreterin der kulturrelativistischen "culture and personality school", lehrte bis zu ihrem Tod 1948 an der Columbia University.
- Melville J. Herskovits (1923) lehrte an der Northwestern University in Evanston (Illinois).
- Zora Neale Hurston studierte mit einem Stipendium Anthropologie. Das Studium beendete sie 1928 am Barnard College.
- Margaret Mead (1929) war eine überzeugte Vertreterin des Kulturrelativismus.
- Joseph Harold Greenberg (1932ff.), Begründer der modernen syntaktischen Sprachtypologie, die durch einen Kongressbeitrag von 1961 wesentliche Impulse erfuhr ("Some universals of grammar with particular reference to the order of meaningful elements"). Hauptvertreter funktionaler Syntaxtheorien, der neben Noam Chomsky als einer der großen amerikanischen Linguisten der 2. Hälfte des 20. Jahrhunderts gilt.
- Gilberto Freyre, brasilianischer Soziologe, bezeichnete Boas als seinen Lehrer.
- Viola Garfield setzte die Arbeiten über die Tsimshian fort, und Frederica de Laguna forschte über die Inuit und die Tlingit.

Mehrere Schüler waren Herausgeber des American Anthropologist, der Publikation der American Anthropological Association: John R. Swanton (1911, 1921–1923), Robert Lowie (1924–1933), Leslie Spier (1934–1938) und Melville Herskovits (1950–1952).

## Mitgliedschaften
- Burschenschaft Alemannia Bonn von 1877 bis zur freiwilligen Rückgabe des Bandes im Jahr 1935
- Mitbegründer der American Anthropological Association
- Berliner Gesellschaft für Anthropologie, Ethnologie und Urgeschichte bis zum Ausschluss 1938 (Zitat: „Angesichts … [seiner] feindseligen Haltung gegenüber dem heutigen Deutschland.“)[13]
- Mitglied der National Academy of Sciences (seit 1900)
- Mitglied der American Philosophical Society (seit 1903)[14]
- Mitglied der American Academy of Arts and Sciences (seit 1912)
- Korrespondierendes Mitglied der Bayerischen Akademie der Wissenschaften (seit 1924)
- Mitglied der Gelehrtenakademie Leopoldina (seit 1927)

## Ehrungen
- 1919: Goldmedaille der Berliner Gesellschaft für Anthropologie, Ethnologie und Urgeschichte.
- 1923: Akademischer Ehrenbürger der Universität Bonn.
- 1931: Ehrendoktorwürde der Universität Kiel zum 50. Doktorjubiläum.

An Franz Boas’ Geburtshaus am Markt 14 in Minden ist seit 2008 eine Gedenktafel mit folgendem Text angebracht:

„In diesem Haus wuchs Franz Boas auf, der Begründer der amerikanischen Kulturanthropologie. Er war einer der ersten großen Feldforscher der Ethnologie und lehrte fast vierzig Jahre als Professor an der Columbia Universität in New York. Er betonte die Einzigartigkeit und Gleichwertigkeit aller menschlichen Kulturen und bekämpfte aus einem gelebten Humanismus heraus rassistische Ideologien in den USA und in Deutschland.“

Die Human Biology Association vergibt einen Franz Boas Distinguished Achievement Award für herausragende Leistungen in der Humanbiologie.

## Schriften (Auswahl)
Bibliographie
- Klaus-Gunther Wesseling: Boas, Franz. In: Biographisch-Bibliographisches Kirchenlexikon (BBKL), Bd. 35. Bautz, Nordhausen 2014, ISBN 978-3-88309-882-1, Sp. 57–122 (die bislang vollständigste Bibliographie der Schriften von Franz Boas).

Autor
- Baffin-Land. Geographische Ergebnisse einer in den Jahren 1883 und 1884 ausgeführten Forschungsreise. Perthes, Gotha 1885. (online)
- Beiträge zur Erkenntniss der Farbe des Wassers. Kiel 1881.
- Sprache der Bella-Coola-Indianer. 1886, (online)
- The Central Eskimo. 1888. (Nachdruck, Bison Book, Washington 1967)
- Changing the Racial Attitudes of White Americans. In: George W. Stocking Jr. (Hrsg.): A Franz Boas Reader – The Shaping of American Anthropology, 1883–1911. The University of Chicago Press, Chicago 1982, ISBN 0-226-06243-0, S. 316–318.
- The Social Organization and the Secret Societies of the Kwakiutl Indians. In: Report of the U.S. National Museum for 1895. Washington 1897, S. 311–738. (Nachdruck: New York 1970, online)
- Das Geschöpf des sechsten Tages. Colloquium Verlag, Berlin 1955.
- Growth of Children. 1896–1904.
- Facial Paintings of the Indians of Northern British Columbia. 1898.
- Traditions of the Thompson River Indians of British Columbia. 1898. (online)
- Tsimshian Texts. Washington 1902.
- Kwakiutl Texts. Mit George Hunt, (1858–1933). Leiden 1902–1905.
- The Outlook for the American Negro. In: George W. Stocking Jr. (Hrsg.): A Franz Boas Reader – The Shaping of American Anthropology, 1883–1911. The University of Chicago Press, Chicago 1982, ISBN 0-226-06243-0, S. 310–316.
- The Kwakiutl of Vancouver Island. New York 1909.
- The Mind of Primitive Man. 1911. (2. Auflage. 1938)
- Changes in the Bodily Form of Descendants of Immigrants. Columbia University, New York 1912.
- Ethnology of the Kwakiutl. In: Thirty-Fifth Annual Report of the Bureau of American Ethnology. 2 Volumes, 1913–1914. Smithsonian, 1921.
- Kultur und Rasse. Veit, Leipzig 1914. (2. Auflage. De Gruyter, Berlin 1922) (online)
- Grammatical Notes on the Language of the Tlingit Indians. University Museum, Philadelphia 1917.
- mit Alexander F. Chamberlain: Kutenai Tales Bulletin 59. Smithsonian Institution, Washington 1918.
- Primitive Art. Oslo 1927. (Nachdruck: Dover, New York) (online)
- Anthropology and Modern Life. Norton, New York 1928.
- Material for the Study of Inheritance in Man. 1928.
- Race Problems in America. In: George W. Stocking Jr. (Hrsg.): A Franz Boas Reader – The Shaping of American Anthropology, 1883–1911. The University of Chicago Press, Chicago 1982, ISBN 0-226-06243-0, S. 318–330.
- The Religion of the Kwakiutl Indians. In: Columbia University Contributions to Anthropology. Nr. 10, New York 1930. 2 Bde.
- Rasse und Kultur. Jena 1932.
- A Chehalis Text. In: International Journal of American Linguistics. Band 8, Nr. 2, Dezember 1934.
- Aryans and Non-Aryans. Information and Service Associates, New York 1934.
- Race, Language, and Culture. New York 1940 (Gesammelte Aufsätze).
- Dakota Grammar. Gemeinsam mit Ella Delora. 1941.
- Race And Democratic Society. Augustin, New York 1945 (posthum).
- Kwakiutl Ethnography. University of Chicago Press, Chicago 1966. Herausgegeben durch Helen Codere, die von Boas dazu bestimmt worden war.

Herausgeber
- Handbook of American Indian languages (= Bureau of American Ethnology. Bulletin 40). Band 1–2. United States Government Printing Office (Smithsonian Institution, Bureau of American Ethnology), Washington 1911
  - Handbook of American Indian languages. Band 3 (= Native American legal materials collection. Band 1227). J.J. Augustin, Glückstadt 1933.
- General Anthropology. Heath, Boston 1938.